# Palette (大貫妙子のアルバム)
『palette』（パレット）は、2009年4月29日に発売された大貫妙子のベスト・アルバム。発売元はVirgin Music/EMIミュージック・ジャパン（現・ユニバーサルミュージック）。

## 概要
大貫がこれまでに発表してきたCMや映画、テレビ番組などで使用された名曲が選曲され、NHKのテレビ番組「みんなのうた」で放送された「金のまきば」が初めてCDに収録された。
トリビュート・アルバムに収録された、細野晴臣「ファム・ファタール」、荒井由実「私のフランソワーズ」、MISIA「名前のない空を見上げて」のカバーも収録されている
収録に際し全曲リマスターが施されている。
タイトルの「palette」は、楽曲を完成された一枚の絵ではなく、パレットに並んだ様々な絵の具に例えて付けられたもの。大貫によると、自身の歌唱による楽曲が1曲だけ収められたコンピレーション・アルバムも多く存在することから、「聴いてみたいけど、1曲だけのために買うのも…」と思う人たちのために、全てではないが一部を集めてみたとのこと。

## 収録曲
| #         | タイトル                                        | 作詞・作曲                                  | 編曲                   | 時間  |
| --------- | ----------------------------------------------- | ------------------------------------------- | ---------------------- | ----- |
| 1.        | 「snow」                                        | 大貫妙子                                    | 山弦、大貫妙子         | 4:51  |
| 2.        | 「星の軌跡」                                    | 大貫妙子                                    | フェビアン・レザ・パネ | 4:24  |
| 3.        | 「森へ行こう」                                  | 吉井省一（作詞） 戸高一生（作曲）           | 長谷川智樹             | 3:34  |
| 4.        | 「金のまきば」                                  | 大貫妙子                                    | 森俊之                 | 4:40  |
| 5.        | 「ピーターラビットとわたし」(CD BOOK version)   | 大貫妙子                                    | 清水信之               | 1:45  |
| 6.        | 「めがね」                                      | 太田恵美、大貫妙子（作詞） 大貫妙子（作曲） | フェビアン・レザ・パネ | 3:53  |
| 7.        | 「春の手紙」(2005 version)                      | 大貫妙子                                    | 山弦                   | 4:08  |
| 8.        | 「Shenandoah」                                  | （不明）                                    | 中川俊郎               | 3:11  |
| 9.        | 「ファム・ファタール」                          | 細野晴臣                                    | 森俊之                 | 4:49  |
| 10.       | 「私のフランソワーズ」                          | 荒井由実                                    | 大貫妙子、小倉博和     | 3:27  |
| 11.       | 「A Kiss From The Sun」                         | 大貫妙子                                    | 森俊之                 | 3:22  |
| 12.       | 「メトロポリタン美術館」(Piano Quartet version) | 大貫妙子                                    | フェビアン・レザ・パネ | 2:28  |
| 13.       | 「Voyage」(Long version)                        | 大貫妙子（作詞） 千住明（作曲）             | 千住明                 | 6:02  |
| 14.       | 「名前のない空を見上げて」                      | MISIA（作詞） 玉置浩二（作曲）              | 新川博                 | 5:27  |
| 15.       | 「懐かしい未来 〜longing future〜」             | 大貫妙子（作詞） 菊池一仁（作曲）           | 森俊之                 | 5:15  |
| 16.       | 「嘘と噂」(オフコース featuring 大貫妙子)       | 小田和正                                    | オフコース             | 4:37  |
| 合計時間: | 合計時間:                                       | 合計時間:                                   | 合計時間:              | 65:53 |

### 楽曲解説
1. snow
20thアルバム『note』より。Panasonic VIERA TV-CM曲。
2. 星の軌跡
20thアルバム『note』より。
3. 森へ行こう
『劇場版 どうぶつの森』主題歌。
4. 金のまきば
NHKみんなのうた（2003年）。
5. ピーターラビットとわたし (CD BOOK version)
9thシングル。6thアルバム『Cliché』収録の別バージョン。ベスト・アルバム『素直な気持』にも当バージョンが収録されている。
6. めがね
映画『めがね』主題歌。
7. 春の手紙 (2005 version)
19thシングル。23rdアルバム『One Fine Day』に収録されている再録バージョン。TBS系ドラマ「家栽の人」主題歌。
8. Shenandoah
アメリカ民謡のカバー。アサヒ ″贅沢日和″ CMソング。
9. ファム・ファタール
『細野晴臣 STRANGE SONG BOOK -Tribute to Haruomi Hosono 2-』収録曲。
10. 私のフランソワーズ
『Queen's Fellows:yuming 30th anniversary cover album』収録曲。
11. A Kiss From The Sun
23rdアルバム『One Fine Day』より。「セサミストリート」エンディングテーマ。
12. メトロポリタン美術館 (Piano Quartet version)
セルフカバー・アルバム『Boucles d'oreilles』収録バージョン。NHKみんなのうた（1984年）。
13. Voyage (Long version)
23rdアルバム『One Fine Day』収録のロングバージョン。「愛・地球博」三井・東芝館 ″GRAND ODESSEY″ テーマ曲。
14. 名前のない空を見上げて
MISIAの14枚目のシングル表題曲。アルバム『Voice Colors 〜あなたといたところ〜』収録曲。
15. 懐かしい未来 〜longing future〜
NHK-FM「大貫妙子 懐かしい未来」テーマソング。
16. 嘘と噂／オフコース featuring 大貫妙子
ボーナス・トラック。オフコース『as close as possible』収録曲。

## 参考資料
- 『palette』（ライナーノーツ）大貫妙子、EMIミュージック・ジャパン、2009年4月29日。TOCT-26818。